# Congregació de Sant Pere ad Víncula
La Congregació de sant Pere ad Víncula (en llatí congregatio a Sancto Petro in Vinculis) és una congregació de clergues de dret pontifici.

## Història
La congregació va ser fundada a Marsella pel pare Charles Fissiaux (1806 - 1867). A aquesta època, a França, els joves són internats a les presons amb els adults en virtut de l'article 66 del Codi penal. El comte d'Argout que té sota la seva tutela l'administració penitenciària, envia una carta el 3 de desembre de 1832 als prefectes per permetre sortir de la presó als menors en edat d'aprendre, però la circular és poc aplicada.
Fissiaux s'adona que els joves empresonats no milloren a la presó, sinó que els adults els ensenyen a delinquir i els joves esdevenen vertaders delinqüents a la seva sortida de presó. Per posar-hi remei, Fissiaux emprèn la creació d'institucions dedicades al tractament i la prevenció de la delinqüència juvenil. Per gestionar aquests centres, el sacerdot estableix una nova congregació religiosa l'1 d'agost de 1839 (el dia de la festa de Sant Pere ad Víncula, en què se celebra el miraculós rescat de Sant Pere de la presó) amb l'aprovació de l'arquebisbe de Marsella.
La Congregació de Sant Pere ad Víncula rep el Decretum laudis del Papa el 27 de setembre de 1853 i la seva Constitució religiosa basada en la Regla de sant Agustí és aprovada per la Santa Seu l'any 1933.
El 2018 nou religiosos i tres laics d'aquesta congregació, entre els que hi havia Teodoro Illera del Olmo, van ser beatificats en una cerimònia que va tenir lloc a la Basílica de la Sagrada Família de Barcelona.

## Activitats
Els membres de la congregació es dediquen a la reeducació moral i la reinserció social de joves. Estan presents a Espanya, França, Brasil i Argentina i tenen la seu general a Barcelona.
El 31 de desembre de 2005, la congregació comptava amb 11 cases i 39 religiosos, dels quals 20 eren sacerdots.